# Selección de fútbol de Matabelelandia
La selección de fútbol de Matabelelandia es el equipo que representa a Matabelelandia, la parte occidental de Zimbabue. No está afiliado a la FIFA o a la CAF, y por lo tanto no puede competir por la Copa Mundial de la FIFA o la Copa Africana de Naciones. Sin embargo, el equipo es miembro de ConIFA y de la World Unity Football Alliance (WUFA).
Matabelelandia participó de la Copa Mundial de Fútbol de ConIFA de 2018 terminando en 13.er lugar.

## Historia
El equipo está dirigido por la Confederación de Fútbol de Matabeleland, que a su vez es administrada por la Coalición Save Matabeleland. Matabeleland Football Confederacy es una asociación de fútbol independiente que promueve el fútbol en Matabeleland. La Confederación está abierta a todos los clubes y asociaciones de fútbol en Matabeleland, siempre que suscriban la Constitución de MFC. Siendo sus objetivos el desarrollo a través del deporte, Fútbol por los derechos humanos Desarrollo Comunitario. Exposición y preparación profesional. Representación Internacional. La Confederación fue fundada en 2016 por Busani Sibindi, quien es su presidente. El director técnico, que también es cofundador, es Busani Khanye.
Originalmente, el equipo estaba programado para jugar su primer amistoso oficial contra Darfur el 10 de diciembre de 2017, sin embargo, los problemas de viaje provocaron la cancelación del partido. 
En 2022, Matabelelandia ingresó a la Copa África de Fútbol de ConIFA, empató 1-1 con Yoruba y venció a los eventuales ganadores Biafra por 1-0. Perdieron la final 1-0 ante Biafra para obtener el segundo lugar en la competencia.

## Desempeño en competiciones

### Copa Mundial de ConIFA
| Año   | Posición         | PJ               | PG               | PE               | PP               | GF               | GC               | DG               |
| ----- | ---------------- | ---------------- | ---------------- | ---------------- | ---------------- | ---------------- | ---------------- | ---------------- |
| 2014  | No participó     | No participó     | No participó     | No participó     | No participó     | No participó     | No participó     | No participó     |
| 2016  | No participó     | No participó     | No participó     | No participó     | No participó     | No participó     | No participó     | No participó     |
| 2018  | 13.º             | 5                | 2                | 1                | 2                | 5                | 12               | -7               |
| 2020  | Evento cancelado | Evento cancelado | Evento cancelado | Evento cancelado | Evento cancelado | Evento cancelado | Evento cancelado | Evento cancelado |
| Total | 1/4              | 5                | 2                | 1                | 2                | 5                | 12               | -7               |

### Copa África de ConIFA
| Año   | Posición | PJ | PG | PE | PP | GF | GC | DG |
| ----- | -------- | -- | -- | -- | -- | -- | -- | -- |
| 2022  | 2.º      | 3  | 1  | 1  | 1  | 2  | 2  | 0  |
| Total | 1/1      | 3  | 1  | 1  | 1  | 2  | 2  | 0  |

## Partidos

### Copa Mundial de Fútbol de ConIFA
| Fecha              | Estadio                    | Lugar                |                | Marcador       | Rival        |
| ------------------ | -------------------------- | -------------------- | -------------- | -------------- | ------------ |
| 31 de mayo de 2018 | Garden Green Lane          | Sutton, Inglaterra   | Matabelelandia | 1-6            | Padania      |
| 2 de junio de 2018 | Coles Park                 | Haringey, Inglaterra | Matabelelandia | 0-5            | País Sículo  |
| 3 de junio de 2018 | Coles Park                 | Haringey, Inglaterra | Matabelelandia | 3-1            | Tuvalu       |
| 5 de junio de 2018 | Queen Elizabeth II Stadium | Enfield, Inglaterra  | Matabelelandia | 0-0 (pen. 3-4) | Cabilia      |
| 7 de junio de 2018 | Parkside                   | Aveley, Inglaterra   | Matabelelandia | 3-0 Walkover   | Ellan Vannin |
| 9 de junio de 2018 | Parkside                   | Aveley, Inglaterra   | Matabelelandia | 1-0            | Tamil Eelam  |

1. ↑   Ellan Vannin se retiró de la competición después de la fase de grupos.

### Copa África de Fútbol de ConIFA
| Fecha              | Estadio | Lugar                    |                | Marcador | Rival  |
| ------------------ | ------- | ------------------------ | -------------- | -------- | ------ |
| 21 de mayo de 2022 | ?       | Johannesburgo, Sudáfrica | Matabelelandia | 1-0      | Biafra |
| 21 de mayo de 2022 | ?       | Johannesburgo, Sudáfrica | Matabelelandia | 1-1      | Yoruba |
| 25 de mayo de 2022 | ?       | Johannesburgo, Sudáfrica | Matabelelandia | 0-1      | Biafra |

### Amistoso
| Fecha               | Estadio    | Lugar                |                | Marcador | Rival     |
| ------------------- | ---------- | -------------------- | -------------- | -------- | --------- |
| 21 de julio de 2019 | Dennyfield | Thackley, Inglaterra | Matabelelandia | -        | Yorkshire |